# 福尔坦·拉斯洛
福尔坦·拉斯洛（匈牙利語：Foltán László，1953年5月25日—），匈牙利男子皮划艇运动员。他曾代表匈牙利参加1980年夏季奥林匹克运动会皮划艇比赛，获得男子双人划艇500米金牌。